# Al-Wasl Football Club
Maillots
Actualités
Al-Wasl Sports Club (en arabe : نادي الوصل لكرة القدم), plus couramment abrégé en Al-Wasl, est un club de football émirati fondé en 1974 et basé à Dubaï.

## Histoire
L'entraîneur Bruno Metsu quitte le club pour des raisons de santé en septembre 2012.

## Palmarès
| Compétitions nationales | Compétitions internationales                                                        |
| - Championnat des Émirats arabes unis (8) : - Champion : 1981-82, 1982-83, 1984-85, 1987-88, 1991-92, 1996-97, 2006-07, 2023-24 - Vice-Champion : 1983-84, 1985-86, 1988-89, 1989-90, 1992-93 - Coupe des Émirats arabes unis (3) : - Vainqueur : 1987, 2007, 2024 - Finaliste : 1998, 2000, 2008 - Coupe de la UAEFA (1) : - Vainqueur : 1993 | - Coupe du golfe des clubs champions (1) : - Vainqueur : 2009-10 - Finaliste : 2005 |

## Joueurs et personnalités du club

### Entraîneurs
Le tableau suivant présente la liste des entraîneurs du club depuis 1972.
| Rang | Nom                       | Période               |
| ---- | ------------------------- | --------------------- |
| 1    | Zaki Osman                | 1972-1973             |
| 2    | ?                         | 1973-1996             |
| 3    | Arthur Bernardes          | 1996-1998             |
| 4    | Alain Laurier             | 1997-1998             |
| 5    | ?                         | 1998-janv. 1999       |
| 6    | Paulo Luiz Campos         | janv. 1999-mai 1999   |
| 7    | ?                         | mai 1999-sept. 1999   |
| 8    | Henryk Kasperczak         | sept. 1999-févr. 2000 |
| 9    | Alain Laurier             | mars 2000-mai 2000    |
| 10   | ?                         | mai 2000-sept. 2000   |
| 11   | Josef Hickersberger       | sept. 2000-févr. 2001 |
| 12   | Ibrahim Abdulla Al Nuaimi | févr. 2001-mai 2001   |
| 13   | ?                         | mai 2001-sept. 2001   |

| Rang | Nom                             | Période              |
| ---- | ------------------------------- | -------------------- |
| 14   | Johan Boskamp                   | sept. 2001-oct. 2002 |
| 15   | Khalifa Mubarak Obaid Al Shamsi | oct. 2002-nov. 2002  |
| 16   | Martín Lasarte                  | déc. 2002-mars 2003  |
| 17   | Khalifa Mubarak Obaid Al Shamsi | mars 2003            |
| 18   | Arthur Bernardes                | mars 2003-mai 2004   |
| 19   | Vinko Begović                   | juil. 2004-juin 2005 |
| 20   | Zé Mario                        | juil. 2006-juin 2008 |
| 21   | Miroslav Beránek                | juil. 2007-juin 2008 |
| 22   | ?                               | juil. 2008-oct. 2008 |
| 23   | Srećko Juričić                  | oct. 2008-déc. 2008  |
| 24   | ?                               | déc. 2008-juin 2009  |
| 25   | Alexandre Guimarães             | juil. 2009-mai 2010  |
| 26   | Khalifa Mubarak Obaid Al Shamsi | mai 2010-juin 2010   |

| Rang | Nom                         | Période              |
| ---- | --------------------------- | -------------------- |
| 27   | Sérgio Farias               | août 2010-avr. 2011  |
| 28   | Diego Maradona              | mai 2011-juil. 2012  |
| 29   | Bruno Metsu                 | juil. 2012-oct. 2012 |
| 30   | Gilles Morisseau            | oct. 2012-nov. 2012  |
| 31   | Guy Lacombe                 | nov. 2012-févr. 2013 |
| 32   | Eid Barout                  | févr. 2013-mai 2013  |
| 33   | Laurent Banide              | 2013                 |
| 34   | Héctor Cúper                | 2013-2014            |
| 35   | Jorginho                    | avr. 2014-oct. 2014  |
| 36   | Gabriel Calderón            | oct. 2014-2016       |
| 37   | Rodolfo Martín Arruabarrena | 2016-2018            |
| 38   | Gustavo Quinteros           | 2018–2019            |
| 39   | Laurențiu Reghecampf        | 2019-                |